# Seznam evropských států
Seznam evropských států obsahuje všechny nezávislé, závislé a neuznané státy a územní celky, které alespoň částečně zasahují na území evropského kontinentu.
Celkem se jedná o 46 plně nezávislých a mezinárodně uznaných států, 6 částečně uznaných států a 8 závislých území.

## Hranice Evropy
Hranice Evropy s Asií je velice sporná. V České republice je nejvíce[zdroj?] vyučovaná verze, kdy hranice vede po řece Embě do Kaspického moře, odtud Kumomanyčskou sníženinou podél řek Kuma a Manyč až po ústí Manyče do Donu a po něm do Azovského moře, ale v jiných zemích existují jiné verze. Nejspornější je jihovýchodní, tedy kavkazská hranice, která se pohybuje od řek Kuma a Manyč až k hranicím Turecka a Íránu, díky čemuž se všechny zakavkazské uznané i neuznané státy pohybují mezi Asií a Evropou. Taktéž sporný je ostrov Kypr, který je někdy řazen do Evropy a někdy do Asie. Do Evropy zasahuje také několik států, které mají území také v Asii.
I když je podmíněná zeměpisná hranice evropského kontinentu vedena severně od zemí Kavkazu a Kypru, lze je stále podmíněně připsat Evropě na základě dlouhodobých historických, kulturních, politických a ekonomických vazeb s Evropou.

## Seznam evropských států

### Nezávislé státy
Na území Evropy zasahuje 50 nezávislých států a leží zde 44 hlavních měst. Při vedení hranice po toku řeky Emba, při pobřeží Kaspického moře a dále podél řek Kuma a Manyč je plně uznaných nezávislých států (tedy bez Kosova) 46. Všechny země kromě Vatikánu jsou členy OSN; všechny země kromě Vatikánu, Běloruska, Kazachstánu a od roku 2022 také Ruska jsou členy Rady Evropy a 27 států je součástí EU.
|  | = Státy, které zasahují částí svého území do jiného kontinentu nebo není jednoznačně jasné, na území kterého kontinentu se nacházejí. |

| Vlajka | Mapa | Název státu         | Hlavní město     | Počet obyvatel | Rozloha [km²] |
| ------ | ---- | ------------------- | ---------------- | -------------- | ------------- |
|        |      | Albánie             | Tirana           | 2 793 592      | 28 748        |
|        |      | Andorra             | Andorra la Vella | 77 543         | 468           |
|        |      | Arménie             | Jerevan          | 3 215 800      | 29 743        |
|        |      | Ázerbájdžán         | Baku             | 10 164 464     | 86 600        |
|        |      | Belgie              | Brusel           | 11 697 557     | 30 529        |
|        |      | Bělorusko           | Minsk            | 9 492 000      | 207 600       |
|        |      | Bosna a Hercegovina | Sarajevo         | 3 475 000      | 51 197        |
|        |      | Bulharsko           | Sofie            | 6 447 710      | 110 993       |
|        |      | Černá Hora          | Podgorica        | 602 445        | 13 812        |
|        |      | Česko               | Praha            | 10 882 235     | 78 867        |
|        |      | Dánsko              | Kodaň            | 5 935 619      | 43 094        |
|        |      | Estonsko            | Tallinn          | 1 365 884      | 45 227        |
|        |      | Finsko              | Helsinky         | 5 631 751      | 338 145       |
|        |      | Francie             | Paříž            | 68 042 591     | 543 965       |
|        |      | Gruzie              | Tbilisi          | 3 713 804      | 69 700        |
|        |      | Chorvatsko          | Záhřeb           | 3 888 529      | 56 542        |
|        |      | Irsko               | Dublin           | 4 977 400      | 70 273        |
|        |      | Island              | Reykjavík        | 372 520        | 103 125       |
|        |      | Itálie              | Řím              | 58 983 122     | 301 338       |
|        |      | Kazachstán          | Astana           | 19 082 467     | 2 717 300     |
|        |      | Kypr                | Nikósie          | 875 900        | 9 251         |
|        |      | Lichtenštejnsko     | Vaduz            | 38 747         | 160           |
|        |      | Litva               | Vilnius          | 2 867 725      | 65 200        |
|        |      | Lotyšsko            | Riga             | 1 842 226      | 64 589        |
|        |      | Lucembursko         | Lucemburk        | 660 809        | 2 586         |
|        |      | Maďarsko            | Budapešť         | 9 678 000      | 93 030        |
|        |      | Malta               | Valletta         | 514 564        | 316           |
|        |      | Moldavsko           | Kišiněv          | 3 250 532      | 33 843        |
|        |      | Monako              | Monaco-Ville     | 38 350         | 2,04          |
|        |      | Německo             | Berlín           | 84 482 267     | 357 022,9     |
|        |      | Nizozemsko          | Amsterdam        | 17 273 000     | 41 526        |
|        |      | Norsko              | Oslo             | 5 488 984      | 385 199       |
|        |      | Polsko              | Varšava          | 38 036 118     | 312 679       |
|        |      | Portugalsko         | Lisabon          | 10 467 366     | 92 391        |
|        |      | Rakousko            | Vídeň            | 9 104 772      | 83 871        |
|        |      | Rumunsko            | Bukurešť         | 19 051 562     | 238 391       |
|        |      | Rusko               | Moskva           | 145 911 570    | 17 075 400    |
|        |      | Řecko               | Atény            | 10 482 487     | 131 940       |
|        |      | San Marino          | San Marino       | 33 607         | 61,19         |
|        |      | Severní Makedonie   | Skopje           | 1 836 713      | 25 713        |
|        |      | Slovensko           | Bratislava       | 5 449 270      | 49 036        |
|        |      | Slovinsko           | Lublaň           | 2 111 161      | 20 273        |
|        |      | Spojené království  | Londýn           | 67 886 011     | 243 610       |
|        |      | Srbsko              | Bělehrad         | 6 690 887      | 88 361        |
|        |      | Španělsko           | Madrid           | 48 345 223     | 504 782       |
|        |      | Švédsko             | Stockholm        | 10 449 381     | 449 964       |
|        |      | Švýcarsko           | Bern             | 8 554 034      | 41 285        |
|        |      | Turecko             | Ankara           | 86 641 080     | 780 580       |
|        |      | Ukrajina            | Kyjev            | 45 134 707     | 603 700       |
|        |      | Vatikán             | Vatikán          | 618            | 0,44          |

### Částečně uznané státy
| Vlajka | Mapa | Název státu  | Hlavní město | Počet obyvatel | Rozloha [km²] |
| ------ | ---- | ------------ | ------------ | -------------- | ------------- |
|        |      | Abcházie     | Suchumi      | 240 705        | 8 665         |
|        |      | Jižní Osetie | Cchinvali    | 70 000         | 3 900         |
|        |      | Kosovo       | Priština     | 1 907 592      | 10 905,25     |
|        |      | Severní Kypr | Lefkoşa      | 265 100        | 3 355         |
|        |      | Podněstří    | Tiraspol     | 505 153        | 4 163         |

### Závislá území
| Vlajka | Mapa | Název závislého území | Správní středisko | Počet obyvatel | Rozloha [km²] |
| ------ | ---- | --------------------- | ----------------- | -------------- | ------------- |
|        |      | Akrotiri a Dekelia    | Episkopi          | 14 501         | 254           |
|        |      | Alandy                | Mariehamn         | 29 489         | 1 580         |
|        |      | Faerské ostrovy       | Tórshavn          | 51 371         | 1395,74       |
|        |      | Gibraltar             | Gibraltar         | 27 776         | 6,5           |
|        |      | Guernsey              | Saint Peter Port  | 65 228         | 78            |
|        |      | Jersey                | Saint Helier      | 91 084         | 116           |
|        |      | Man                   | Douglas           | 84 497         | 572           |
|        |      | Špicberky a Jan Mayen | Longyearbyen      | 2 756          | 62 049        |